# Milna (Hvar)
Milna es una aldea de Croacia, que pertenece, junto con su ejido, a la unidad de autogobierno local Hvar, en el condado de Split-Dalmacia.

## Geografía
Se encuentra a una altitud de 8 m s. n. m. a 464 km de la capital nacional, Zagreb.

## Demografía
En el censo 2011 el total de población de la localidad fue de 104 habitantes.
| Gráfica de población de Milna 1857-2011                             |
|                                                                     |
| Según los censos de población de la oficina estadística de Croacia. |